# Nicolae Anton
Nicolae Anton (1878 - 1957) a fost un deputat în Marea Adunare Națională de la Alba Iulia, organismul legislativ reprezentativ al „tuturor românilor din Transilvania, Banat și Țara Ungurească”, cel care a adoptat hotărârea privind Unirea Transilvaniei cu România, la 1 decembrie 1918.:p. 77

## Biografie
Nicolae Anton a fost ofițer cu gradul de căpitan la 1918. De asemenea acesta a fost comandantul G.N.R Bistrița-Năsăud, coordonând constituirea și activitatea altor gărzi naționale din județ. După 1918, Nicolae Anton a fost avansat la gradul de colonel.:p. 116

## Activitatea politică

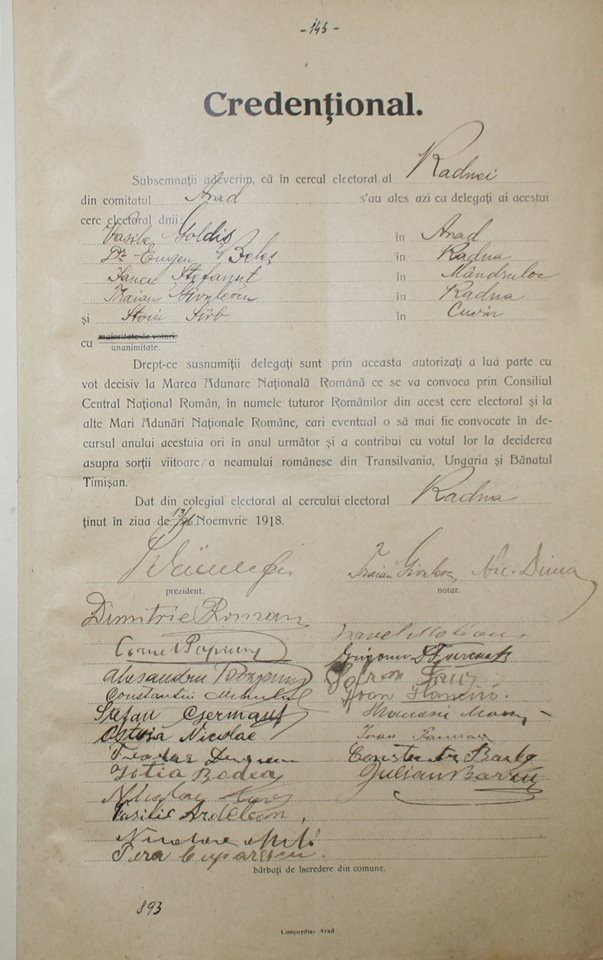
Credențional

Ca deputat în Adunarea Națională din 1 decembrie 1918 a reprezentat, ca delegat de drept, Garda Natională Română din comitatul Bistrița-Năsăud:p. 116